# Chandler's Ford
Chandler's Ford est une paroisse civile et une zone résidentielle du Hampshire, en Angleterre.

## Économie
- Ahmad Tea, une entreprise spécialisée dans le commerce du thé, est basée à Chandler's Ford.